# Sørlandsbanan

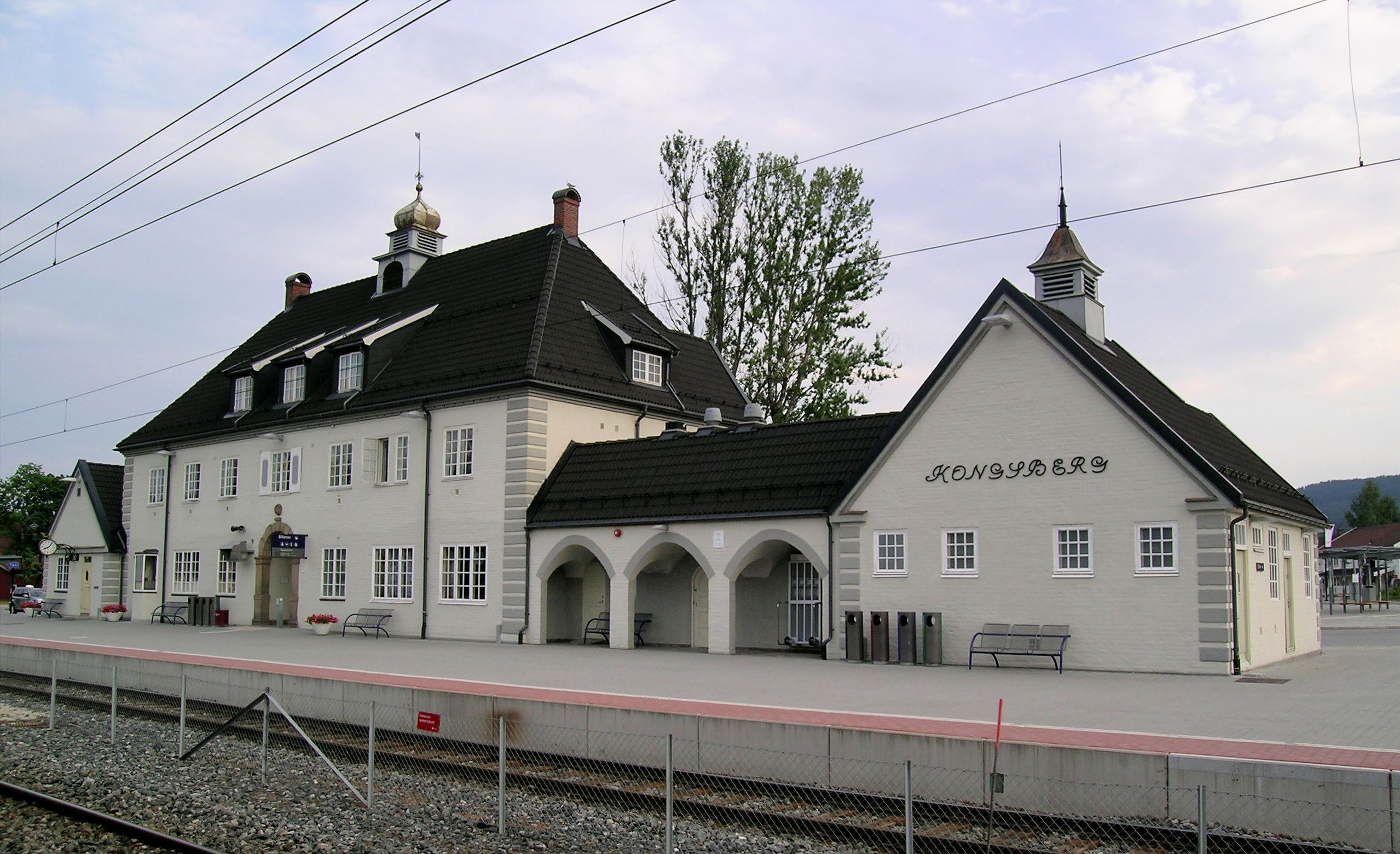
Kongsberg station

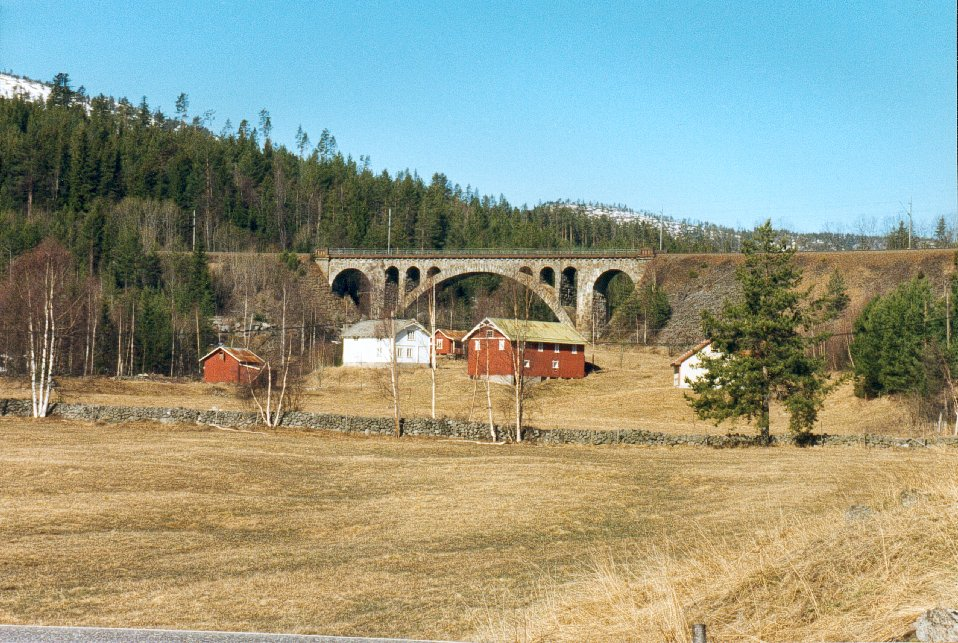
Meheiabron söder om Kongsberg

Sørlandsbanan (norska: Sørlandsbanen) är en av huvudjärnvägarna i Norge, och går sträckan Oslo–Kongsberg–Kristiansand–Stavanger. Den är 545 kilometer lång.

## Historia
Den äldsta delen är Drammen–Hokksund som blev klar 1866. Sedan byggdes Oslo–Drammen, Drammenbanan, klar 1872 och Hokksund–Kongsberg, klar 1871. Därefter byggdes Jærbanan, Egersund–Stavanger, klar 1878 och Flekkefjordsbanan, Flekkefjord–Sira–Egersund, klar 1902. Samtliga dessa järnvägar byggdes på kommunalt och/eller privat initiativ och med smalspår (1067 mm).
Sørlandsbanan byggdes sedan i statlig regi på kvarvarande sträckningar Kongsberg–Kristiansand 1920−1938 och slutligen Kristiansand−Sira, klar 1943. Under perioden 1909−1920 byggdes sträckan Oslo−Kongsberg om till normalspår, och för Jærbanen gjordes det 1944. Flekkefjordsbanan avkortades till sträckan Flekkefjord–Sira och blev därmed en bibana till Sørlandsbanan. Den lades ned 1991.
Det är dubbelspår Oslo−Drammen, klart 1973 och Skeiane (före detta Sandnes)−Stavanger, klart 2009.

## Persontrafik
Sträckan trafikeras mellan Oslo och Stavanger av Go-Ahead Norge som övertog trafiken från Vy den 15 december 2019. Mellan Oslo och Kongsberg är Vy fortfarande den dominerande operatören.

## Framtid
Restiden är cirka 4:30 Oslo–Kristiansand och cirka 7:30 Oslo–Stavanger. Det pågår utbyggnad av Vestfoldbanen mellan Drammen och Larvik till snabb järnväg, till stor del för maxhastighet 200 km/h. Det finns planer på att förbinda Larvik med Skorstøl vid Sørlandsbanen (Grenlandsbanen) vilket skulle minska restiden med drygt en timme.